# Ferris Jacobs Jr.
Ferris Jacobs Jr. (Delhi, 20 de março de 1836 – White Plains, 30 de agosto de 1886) foi um oficial e político norte-americano; foi um Representante dos Estados Unidos por Nova York.

## Biografia
Nasceu em Delhi, Condado de Delaware, Nova York, frequentou a Delaware Academy, Delhi, Nova York e no Delaware Literary Institute em Franklin, Nova York; formou-se na Williams College, Williamstown, Massachusetts, em 1856; estudou direito; foi aceito na advocacia em 1859 e começou a exercer em Delhi; durante a Guerra Civil Americana serviu no Exército da União; capitão comissionado na 3ª Cavalaria de Nova York em 26 de Agosto de 1861; tenente-coronel da 26ª Cavalaria de Nova York em 15 de Março de 1865; brigadeiro-general dos Voluntários em 13 de Março de 1865; retomou a advogar; morreu em White Plains, Nova York, sepultado no Cemitério Woodland, Delhi, Nova York.